# 新川金刀比羅神社
新川金刀比羅神社（しんかわことひらじんじゃ）は、東京都中央区新川の神社。
新川のオフィスビルやマンションが立ち並ぶエリアに、ビルに挟まれるようにして建っている。

## 歴史
1830年頃に武蔵国の山岡吉右衛門邸に創建し、明治8年（1875年）に新川に遷座したといわれている。
東京大空襲により社殿を焼失したが1948年に社殿を再建された。
1966年に鳥居と玉垣が新設された。

## 交通アクセス
- 茅場町駅より徒歩8分。
- 八丁堀駅より徒歩5分。
- 月島駅より徒歩13分。